# Toledo Opera

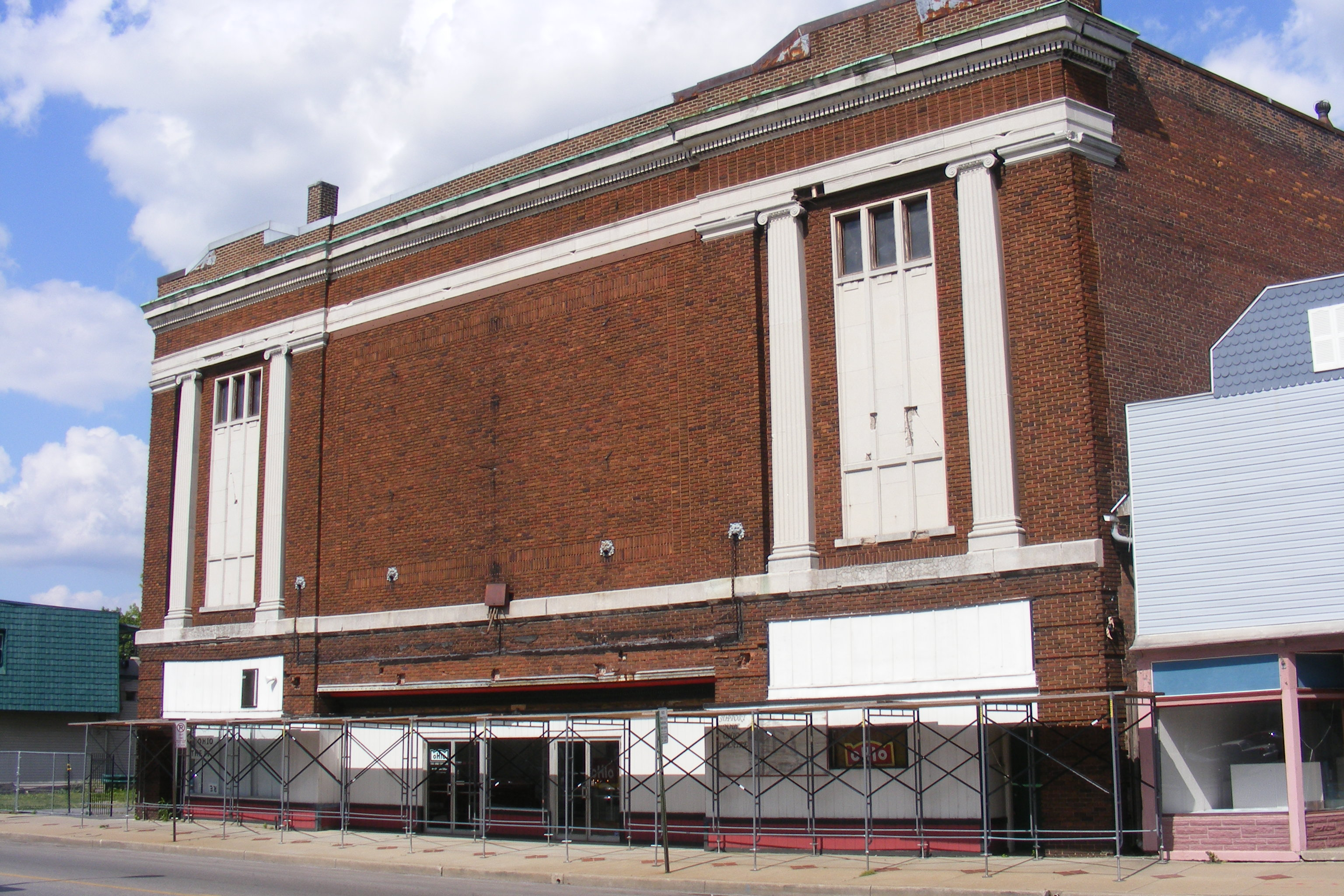
Il teatro Ohio di Toledo

La Toledo Opera è una compagnia d'opera americana con sede a Toledo, Ohio. Fondata nel 1959, il primo direttore generale della società fu Lester Freedman, con il direttore Joseph Hawthorne dell'Orchestra Sinfonica di Toledo in qualità di direttore musicale. Nel 1960 Freedman fondò l'Opera di Dayton e per molti anni guidò le due organizzazioni contemporaneamente - un accordo che ridusse i costi di produzione per entrambe le società. Nel 1983 Freedman fu costretto a lasciare la sua posizione dal consiglio dell'Opera di Toledo, dopo diversi anni di problemi finanziari e per contrasti interni alla direzione. Numerosi direttori intermedi hanno retto la compagnia nei successivi tre anni, tra cui David Bamberger e Johan van der Merwe.
Nel 1986 il direttore James Meena divenne il nuovo direttore permanente della compagnia. Nel 1994 un grande vantaggio finanziario fu offerto alla compagnia dai filantropi di Toledo Teodore e Lucille Gorski che diedero una sovvenzione sfidante di 1 milione di dollari alla compagnia che aveva permesso loro di fornire una dotazione all'organizzazione. Nello stesso anno la compagnia svolse un ruolo importante nel sostenere la ristrutturazione dello storico Valentine Theatre di Toledo; una decisione che salvò il teatro dalla demolizione. I lavori di ristrutturazione del teatro sono durati diversi anni e l'Opera di Toledo non fu in grado di trasferirsi nella sua nuova sede permanente fino al 1999. La compagnia ebbe l'onore di inaugurare il nuovo teatro per la quaresima nella serata di gala della Toledo Opera il 22 ottobre 1999 con una produzione della Tosca di Giacomo Puccini, con Diana Soviero nel ruolo della protagonista.
Nel 2000 Renay Conlin successe a Meena come regista della Toledo Opera dopo che Meena aveva lasciato per diventare direttore dell'Opera Carolina. Suo marito, Thomas Conlin, è un direttore d'orchestra vincitore di un Grammy Award, che ha diretto diverse opere per l'Opera di Toledo durante l'incarico di sua moglie. Anche la loro figlia, il mezzosoprano Vanessa Conlin, ha interpretato diversi ruoli con la compagnia. Durante il suo incarico la compagnia presentò in anteprima molte opere del ventesimo secolo, tra cui The Turn of the Screw, Susannah, Candide, The Crucible, Sweeney Todd, The Rake's Progress e The Rape of Lucrezia, insieme al repertorio tradizionale. David Shengold (in OPERA Magazine, Londra, Regno Unito, febbraio 2006, vol. Il numero 57 di No 2) afferma che "l'eredità più orgogliosa di Toledo nei suoi giorni gloriosi della produzione del vetro e delle automobili, è il suo sorprendente Museo dell'Arte, gratuito per tutti, ma i visitatori attenti non dovrebbero trascurare la Toledo Opera, ospitata nell'imponente e intimo Valentine Theater, un bel teatro da 900 posti costruito nel 1895, ristrutturato completamente in stile art deco nel 1942 e rinnovato nel 1902. Come direttore generale dal 2000, Renay Conlin ha promulgato standard elevati e interpretato valorosamente il repertorio del XX secolo, ... ". Charles Parsons dell'American Record Guide, vol. 74, n. 2 marzo / aprile, ha dichiarato per quanto riguarda la produzione di The Rake's Progress della Toledo Opera: "Sotto la guida dinamica del direttore generale e artistico Renay Conlin, la Toledo Opera è entrata in un mondo nuovo e coraggioso, ora il nome della musica è la qualità." In OPERA Magazine nel settembre 2009, la rivista affermava: "Nella sua attuale incarnazione nell'intimo tardo Vittoriano Valentine Theatre, (la compagnia) deve il suo posto, tra le più belle compagnie del Nord America, agli alti standard artistici ed alla furbizia dell'intendente Renay Conlin."
Nel 2005, Conlin lanciò una campagna di capitali per aumentare la dotazione e riuscì a raccogliere $ 2 milioni. La signora Conlin è stata anche in grado di garantire la prima sovvenzione NEA della compagnia.
Nel marzo 2011 Conlin si è dimesso dall'Opera di Toledo per assumere la posizione di CEO del Napa Valley Museum in California. La sua partenza seguì le dimissioni di alcuni membri del comitato finanziario del consiglio dell'Opera di Toledo che lavoravano per conto del Valentine Theater per rilevare l'Opera. Affermarono che la compagnia aveva "seri problemi con la mancanza di liquidità" e "si era guadagnata una reputazione nella comunità per non aver pagato i suoi conti". Il consiglio dell'Opera di Toledo si radunò contro questo gruppo e chiese le loro dimissioni.
Il consiglio di amministrazione nominò Suzanne Rorick, ex direttore dello sviluppo, come nuovo direttore esecutivo della Toledo Opera. Sotto la guida della Rorick la compagnia si è concentrata sulla raccolta fondi e ha subito una riorganizzazione artistica che ha visto il ritorno di diversi ex colleghi dell'Opera di Toledo, tra cui James Meena, che attualmente è direttore ospite e consulente artistico.